# Dorothea Lieven
Dorothea Lieven (Riga, 17 de diciembre de 1785-París, 27 de enero de 1857) fue una dama conocida por su amistad y relación con políticos y diplomáticos, especialmente en el primer tercio del siglo XIX.

## Biografía
Fue hija del barón (después conde) Christian von Benckendorff (1749-1823) y su esposa la baronesa Juliana Schilling von Canstatt (1744-1797). Su padre era militar al servicio del Imperio ruso, llegando a ser gobernador militar de Riga, y su madre era dama de honor de la emperatriz María Fiódorovna, esposa de Pablo I de Rusia. Ambos provenían de familias de la nobleza báltica y de origen germano. Dorotea tendría tres hermanos:
- Alejandro (1781-1844), general de caballería, ayudante de campo de Alejandro I de Rusia, jefe de la Tercera sección (policía secreta) de la Cancillería de Su Majestad Imperial y del Cuerpo Especial de Gendarmería.
- María (1784-1841), dama de honor de la emperatriz, casada con el militar Iván Yegórovich Shévich (1754-1813),
- Constantino (1785-1828), diplomático y después, militar.

Fue educada junto con su hermana en el Instituto Smolny, dedicado a la educación de las jóvenes de la alta nobleza del Imperio ruso.
El 12 de enero de 1800, contrajo matrimonio con Cristoph Heinrich von Lieben, hijo de Charlotte von Gaugreben (sucesivamente condesa y princesa de Lieven), dama encargada de supervisar la educación de los hijos de la emperatriz María Fiódorovna, entre ellos los que serían Alejandro I de Rusia y Nicolás I de Rusia. 
En 1810, su marido fue nombrado ministro de Rusia cerca de la corte prusiana. Permanecerían en Berlín hasta 1812, describiendo la propia Dorotea su vida en esta capital como “dulce y cómoda”.

## Matrimonio y descendencia
De su matrimonio con el príncipe Lieven, nacerían seis vástagos, de los que solo tres alcanzarían la edad adulta:
- Magda (1804-1805)
- Paul (1805-1864)
- Alexander (1806-1885)
- Constantin (1807-1838)
- George (1819-1835)
- Arthur (1825-1835)

## Órdenes
- Dama de la Orden de Santa Catalina. ( Imperio ruso)

- Miembro de la Orden de familia de Jorge IV. ( Reino Unido)[3]

### Individuales
1. ↑  «Christoph.0 von Benckendorff». roglo.eu. Consultado el 6 de agosto de 2022.
2. ↑  «Dorothea von Benckendorff». Base Roglo. Consultado el 6 de agosto de 2022.
3. ↑  Creston, Dormer (1952). «Captain Conroy has his designs». The youthful Queen Victoria (en inglés). Nueva York: Putnam. p. 112. Consultado el 3 de agosto de 2022.